# Sunrise Avenue/Diskografie
Diese Diskografie ist eine Übersicht über die musikalischen Werke der finnischen Pop-Rock-Band Sunrise Avenue. Den Quellenangaben und Schallplattenauszeichnungen zufolge hat sie bisher mehr als drei Millionen Tonträger verkauft, davon alleine in ihrer Heimat über 70.000. Ihre erfolgreichste Veröffentlichung ist die Single Hollywood Hills mit über 590.000 verkauften Einheiten.

## Alben

### Studioalben
| Jahr | Titel Musiklabel                               | Höchstplatzierung, Gesamtwochen, AuszeichnungChartplatzierungen (Jahr, Titel, Musiklabel, Platzierungen, Wochen, Auszeichnungen, Anmerkungen) | Höchstplatzierung, Gesamtwochen, AuszeichnungChartplatzierungen (Jahr, Titel, Musiklabel, Platzierungen, Wochen, Auszeichnungen, Anmerkungen) | Höchstplatzierung, Gesamtwochen, AuszeichnungChartplatzierungen (Jahr, Titel, Musiklabel, Platzierungen, Wochen, Auszeichnungen, Anmerkungen) | Höchstplatzierung, Gesamtwochen, AuszeichnungChartplatzierungen (Jahr, Titel, Musiklabel, Platzierungen, Wochen, Auszeichnungen, Anmerkungen) | Anmerkungen                                                  |
| Jahr | Titel Musiklabel                               | DE | AT | CH | FI | Anmerkungen                                                  |
| ---- | ---------------------------------------------- | --- | --- | --- | --- | ------------------------------------------------------------ |
| 2006 | On the Way to Wonderland Capitol Records (EMI) | DE12 Platin · (61 Wo.)DE | AT5 Gold · (25 Wo.)AT | CH15 Gold · (52 Wo.)CH | FI2 Platin · (51 Wo.)FI | Erstveröffentlichung: 31. Mai 2006 Verkäufe: + 500.000       |
| 2009 | Popgasm Capitol Records (EMI)                  | DE16 (5 Wo.)DE | AT13 (5 Wo.)AT | CH7 (9 Wo.)CH | FI5 (6 Wo.)FI | Erstveröffentlichung: 6. Mai 2009 Verkäufe: + 30.000         |
| 2011 | Out of Style Capitol Records (EMI)             | DE6 ×3Dreifachgold · (54 Wo.)DE | AT6 (29 Wo.)AT | CH8 (38 Wo.)CH | FI2 Gold · (22 Wo.)FI | Erstveröffentlichung: 23. März 2011 Verkäufe: + 314.555      |
| 2013 | Unholy Ground Polydor (UMG)                    | DE3 ×3Dreifachgold · (31 Wo.)DE | AT4 Gold · (22 Wo.)AT | CH4 Gold · (46 Wo.)CH | FI10 (7 Wo.)FI | Erstveröffentlichung: 18. Oktober 2013 Verkäufe: + 317.500   |
| 2017 | Heartbreak Century Polydor (UMG)               | DE1 Gold · (32 Wo.)DE | AT2 Gold · (29 Wo.)AT | CH2 Gold · (42 Wo.)CH | FI4 (8 Wo.)FI | Erstveröffentlichung: 29. September 2017 Verkäufe: + 117.500 |

### Livealben
| Jahr | Titel Musiklabel                                  | Höchstplatzierung, Gesamtwochen, AuszeichnungChartplatzierungen (Jahr, Titel, Musiklabel, Platzierungen, Wochen, Auszeichnungen, Anmerkungen) | Höchstplatzierung, Gesamtwochen, AuszeichnungChartplatzierungen (Jahr, Titel, Musiklabel, Platzierungen, Wochen, Auszeichnungen, Anmerkungen) | Höchstplatzierung, Gesamtwochen, AuszeichnungChartplatzierungen (Jahr, Titel, Musiklabel, Platzierungen, Wochen, Auszeichnungen, Anmerkungen) | Höchstplatzierung, Gesamtwochen, AuszeichnungChartplatzierungen (Jahr, Titel, Musiklabel, Platzierungen, Wochen, Auszeichnungen, Anmerkungen) | Anmerkungen                         |
| Jahr | Titel Musiklabel                                  | DE | AT | CH | FI | Anmerkungen                         |
| ---- | ------------------------------------------------- | --- | --- | --- | --- | ----------------------------------- |
| 2010 | Acoustic Tour 2010 Capitol Records (EMI)          | — | — | — | FI5 (2 Wo.)FI | Erstveröffentlichung: 2. Juni 2010  |
| 2012 | Out of Style – Live Edition Capitol Records (EMI) | — | AT39 (1 Wo.)AT | — | — | Erstveröffentlichung: 30. März 2012 |
| 2021 | Live with Wonderland Orchestra Polydor (UMG)      | DE3 (1 Wo.)DE | AT15 (1 Wo.)AT | CH23 (2 Wo.)CH | — | Erstveröffentlichung: 9. April 2021 |

### Kompilationen
| Jahr | Titel Musiklabel                             | Höchstplatzierung, Gesamtwochen, AuszeichnungChartplatzierungen (Jahr, Titel, Musiklabel, Platzierungen, Wochen, Auszeichnungen, Anmerkungen) | Höchstplatzierung, Gesamtwochen, AuszeichnungChartplatzierungen (Jahr, Titel, Musiklabel, Platzierungen, Wochen, Auszeichnungen, Anmerkungen) | Höchstplatzierung, Gesamtwochen, AuszeichnungChartplatzierungen (Jahr, Titel, Musiklabel, Platzierungen, Wochen, Auszeichnungen, Anmerkungen) | Höchstplatzierung, Gesamtwochen, AuszeichnungChartplatzierungen (Jahr, Titel, Musiklabel, Platzierungen, Wochen, Auszeichnungen, Anmerkungen) | Anmerkungen                                               |
| Jahr | Titel Musiklabel                             | DE | AT | CH | FI | Anmerkungen                                               |
| ---- | -------------------------------------------- | --- | --- | --- | --- | --------------------------------------------------------- |
| 2014 | Fairytales – Best of 2006–2014 Polydor (UMG) | DE1 ×2Doppelplatin · (57 Wo.)DE | AT4 Platin · (36 Wo.)AT | CH1 Gold · (42 Wo.)CH | FI12 (8 Wo.)FI | Erstveröffentlichung: 3. Oktober 2014 Verkäufe: + 425.000 |
| 2020 | The Very Best Of Polydor (UMG)               | DE8 (5 Wo.)DE | AT17 (2 Wo.)AT | CH37 (3 Wo.)CH | — | Erstveröffentlichung: 16. Oktober 2020                    |

### EPs
| Jahr | Titel Musiklabel                        | Anmerkungen                                                              |
| ---- | --------------------------------------- | ------------------------------------------------------------------------ |
| 2009 | Happiness Cosmos Music (UMG)            | Erstveröffentlichung: 14. Oktober 2009                                   |
| 2020 | (Bye Bye) Hollywood Hills Polydor (UMG) | Erstveröffentlichung: 9. Oktober 2020 Verkäufe: 1.000 (limitierte Vinyl) |

## Singles
| Jahr | Titel Album                                                             | Höchstplatzierung, Gesamtwochen, AuszeichnungChartplatzierungen (Jahr, Titel, Album, Platzierungen, Wochen, Auszeichnungen, Anmerkungen) | Höchstplatzierung, Gesamtwochen, AuszeichnungChartplatzierungen (Jahr, Titel, Album, Platzierungen, Wochen, Auszeichnungen, Anmerkungen) | Höchstplatzierung, Gesamtwochen, AuszeichnungChartplatzierungen (Jahr, Titel, Album, Platzierungen, Wochen, Auszeichnungen, Anmerkungen) | Höchstplatzierung, Gesamtwochen, AuszeichnungChartplatzierungen (Jahr, Titel, Album, Platzierungen, Wochen, Auszeichnungen, Anmerkungen) | Anmerkungen                                                  |
| Jahr | Titel Album                                                             | DE | AT | CH | FI | Anmerkungen                                                  |
| ---- | ----------------------------------------------------------------------- | --- | --- | --- | --- | ------------------------------------------------------------ |
| 2006 | All Because of You On the Way to Wonderland                             | — | — | — | FI11 (2 Wo.)FI | Erstveröffentlichung: 15. Februar 2006                       |
| 2006 | Romeo On the Way to Wonderland                                          | — | — | — | FI4 (3 Wo.)FI | Erstveröffentlichung: 19. April 2006                         |
| 2006 | Fairytale Gone Bad On the Way to Wonderland                             | DE3 Platin · (73 Wo.)DE | AT3 (39 Wo.)AT | CH2 Gold · (67 Wo.)CH | FI2 Platin · (9 Wo.)FI | Erstveröffentlichung: 11. August 2006 Verkäufe: + 331.323    |
| 2007 | Forever Yours On the Way to Wonderland                                  | DE35 (12 Wo.)DE | AT42 (11 Wo.)AT | CH82 (2 Wo.)CH | FI— GoldFI | Erstveröffentlichung: 27. April 2007 Verkäufe: + 8.275       |
| 2007 | Diamonds On the Way to Wonderland                                       | — | — | — | FI14 (2 Wo.)FI | Erstveröffentlichung: 9. Mai 2007                            |
| 2007 | Heal Me On the Way to Wonderland                                        | DE58 (9 Wo.)DE | — | — | FI16 (1 Wo.)FI | Erstveröffentlichung: 12. September 2007                     |
| 2008 | Choose to Be Me On the Way to Wonderland                                | DE24 (12 Wo.)DE | AT50 (6 Wo.)AT | — | — | Erstveröffentlichung: 20. Februar 2008                       |
| 2009 | The Whole Story Popgasm                                                 | DE26 (10 Wo.)DE | AT36 (8 Wo.)AT | CH82 (3 Wo.)CH | FI14 (2 Wo.)FI | Erstveröffentlichung: 25. März 2009                          |
| 2009 | Not Again Popgasm                                                       | — | — | — | — | Erstveröffentlichung: 29. Juli 2009                          |
| 2009 | Welcome to My Life Popgasm                                              | DE35 (9 Wo.)DE | — | — | — | Erstveröffentlichung: 28. Oktober 2009                       |
| 2011 | Hollywood Hills Out of Style                                            | DE3 ×3Dreifachgold · (56 Wo.)DE | AT3 Platin · (36 Wo.)AT | CH3 Platin · (51 Wo.)CH | FI2 (10 Wo.)FI | Erstveröffentlichung: 17. Januar 2011 Verkäufe: + 590.000    |
| 2011 | I Don’t Dance Out of Style                                              | DE33 (16 Wo.)DE | AT23 (12 Wo.)AT | — | — | Erstveröffentlichung: 13. Juni 2011                          |
| 2011 | Somebody Help Me Out of Style                                           | — | AT49 (13 Wo.)AT | — | — | Erstveröffentlichung: 31. Oktober 2011                       |
| 2012 | Damn Silence Out of Style                                               | — | — | — | — | Erstveröffentlichung: 19. März 2012                          |
| 2013 | Lifesaver Unholy Ground                                                 | DE9 Gold · (24 Wo.)DE | AT10 (18 Wo.)AT | CH12 Gold · (21 Wo.)CH | — | Erstveröffentlichung: 13. September 2013 Verkäufe: + 165.000 |
| 2014 | Little Bit Love Unholy Ground                                           | DE80 (1 Wo.)DE | — | — | — | Erstveröffentlichung: 28. März 2014                          |
| 2014 | You Can Never Be Ready Fairytales – Best of 2006–2014                   | DE30 (16 Wo.)DE | AT54 (6 Wo.)AT | CH29 (11 Wo.)CH | — | Erstveröffentlichung: 2. September 2014                      |
| 2014 | Nothing Is Over Fairytales – Best of 2006–2014                          | DE16 (11 Wo.)DE | AT22 (12 Wo.)AT | CH20 (2 Wo.)CH | — | Erstveröffentlichung: 21. November 2014                      |
| 2016 | Prisoner in Paradise Fairytales – Best of 2006–2014 (Ten Years Edition) | DE89 (1 Wo.)DE | — | — | — | Erstveröffentlichung: 7. Oktober 2016                        |
| 2017 | I Help You Hate Me Heartbreak Century                                   | DE32 Gold · (16 Wo.)DE | AT18 (14 Wo.)AT | CH16 Gold · (18 Wo.)CH | — | Erstveröffentlichung: 18. August 2017 Verkäufe: + 210.000    |
| 2017 | Let Me Go Heartbreak Century                                            | — | — | — | — | Erstveröffentlichung: 1. September 2017                      |
| 2017 | Heartbreak Century                                                      | — | — | CH54 (2 Wo.)CH | — | Erstveröffentlichung: 15. September 2017                     |
| 2018 | Dreamer Heartbreak Century (Deluxe Gold Edition)                        | DE96 (1 Wo.)DE | — | CH32 (1 Wo.)CH | — | Erstveröffentlichung: 6. Juli 2018                           |
| 2019 | Iron Sky –                                                              | — | — | — | — | Erstveröffentlichung: 11. Januar 2019                        |
| 2019 | Thank You for Everything The Very Best Of                               | — | — | CH68 (1 Wo.)CH | — | Erstveröffentlichung: 2. Dezember 2019                       |
| 2021 | I Can Break Your Heart (Live) Live with Wonderland Orchestra            | — | — | — | — | Erstveröffentlichung: 19. Februar 2021                       |

## Videoalben und Musikvideos

### Videoalben
| Jahr | Titel Musiklabel                                                 | Anmerkungen                                                           |
| ---- | ---------------------------------------------------------------- | --------------------------------------------------------------------- |
| 2007 | Live in Wonderland Capitol Records (EMI)                         | Erstveröffentlichung: 28. September 2007                              |
| 2016 | Fairytales – Best of 2006–2014 (Ten Years Edition) Polydor (UMG) | Erstveröffentlichung: 21. Oktober 2016 · Verkäufe: + 25.000; DE: Gold |

### Musikvideos
| Jahr | Titel                    | Regisseur(e)              |
| ---- | ------------------------ | ------------------------- |
| 2006 | Romeo                    | Dan Peled                 |
| 2006 | Fairytale Gone Bad       | Ralf Strathmann           |
| 2007 | Forever Yours            | Bastien Francois          |
| 2007 | Heal Me                  |                           |
| 2007 | Diamonds                 |                           |
| 2008 | Choose to Be Me          |                           |
| 2009 | The Whole Story          | Sandra Marschner          |
| 2009 | Welcome to My Life       | Misko Iho                 |
| 2009 | Not Again                | Jirko Krah                |
| 2009 | Birds and Bees           | Dr. Haber, Mikko Riikonen |
| 2011 | Hollywood Hills          | Pekka Hara                |
| 2011 | I Don’t Dance            | Misko Iho                 |
| 2011 | Somebody Help Me         | Taina Sirola              |
| 2012 | Damn Silence             | Dan Peled                 |
| 2013 | Lifesaver                | Anne Weigel               |
| 2014 | Little Bit Love          | Pekka Hara                |
| 2014 | You Can Never Be Ready   | Frank Hoffmann            |
| 2016 | Prisoner in Paradise     | Mario Feil                |
| 2017 | I Help You Hate Me       | Anna Äärelä               |
| 2017 | Heartbreak Century       |                           |
| 2019 | Thank You For Everything | Juho Konstig              |

## Sonderveröffentlichungen

### Alben
| Jahr | Titel Musiklabel   | Anmerkungen                          |
| ---- | ------------------ | ------------------------------------ |
| 2004 | Demo Eigenvertrieb | Erstveröffentlichung: September 2004 |

| Jahr | Titel Musiklabel                                   | Anmerkungen                                                                        |
| ---- | -------------------------------------------------- | ---------------------------------------------------------------------------------- |
| 2008 | iTunes Live: Berlin Festival Capitol Records (EMI) | Erstveröffentlichung: 4. Juni 2008 Vertrieb nur über iTunes                        |
| 2017 | Heartbreak Century – Akustik EP Polydor (UMG)      | Erstveröffentlichung: 6. Oktober 2017 Teil von Heartbreak Century (Fanbox)         |
| 2017 | Heartbreak Century – Remix EP Polydor (UMG)        | Erstveröffentlichung: 6. Oktober 2017 Teil von Heartbreak Century (Deluxe Version) |

| Jahr | Titel Musiklabel                                   | Anmerkungen                                                        |
| ---- | -------------------------------------------------- | ------------------------------------------------------------------ |
| 2011 | On the Way to Wonderland / Popgasm EMI Music (EMI) | Erstveröffentlichung: 20. Mai 2011 Teil der „Classic-Albums“-Reihe |

| Jahr | Titel Musiklabel                                    | Anmerkungen |
| ---- | --------------------------------------------------- | --- |
| 2012 | Live from Columbiahalle Capitol Records (EMI)       | Erstveröffentlichung: 30. März 2012 Teil von Out Of Style (Live Edition)                                                    |
| 2013 | Live from the Big Band Theory Tour Polydor (UMG)    | Erstveröffentlichung: 18. Oktober 2013 Teil von Unholy Ground (Deluxe Version)                                              |
| 2015 | Fairytales – Best of 2006–2014 – Live Polydor (UMG) | Erstveröffentlichung: 20. Februar 2015 mit 21st Century Orchestra; Teil von Fairytales – Best of 2006–2014 (Deluxe Version) |
| 2015 | Live at Berlin Wuhlheide Polydor (UMG)              | Erstveröffentlichung: 21. Oktober 2016 Teil von Fairytales – Best of 2006–2014 (Ten Years Edition)                          |

### Lieder
| Jahr | Titel Album                                                                    | Anmerkungen                                                                 |
| ---- | ------------------------------------------------------------------------------ | --------------------------------------------------------------------------- |
| 2017 | Fairytale Gone Bad This Is Home                                                | Erstveröffentlichung: 31. Mai 2014 Set Things Right feat. Sunrise Avenue    |
| 2020 | It’s My Life (Live) Die Helene Fischer Show – Meine schönsten Momente (Vol. 1) | Erstveröffentlichung: 11. Dezember 2020 Helene Fischer feat. Sunrise Avenue |

### Videoalben
| Jahr | Titel Musiklabel                                             | Anmerkungen                                                                             |
| ---- | ------------------------------------------------------------ | --------------------------------------------------------------------------------------- |
| 2007 | On the Way to Wonderland – Musikvideos Capitol Records (EMI) | Erstveröffentlichung: 29. Juni 2007 Teil von On the Way to Wonderland (Special Edition) |
| 2012 | Live from Columbiahalle Capitol Records (EMI)                | Erstveröffentlichung: 30. März 2012 Teil von Out Of Style (Live Edition)                |

## Statistik

### Chartauswertung
|                     | DE    | AT    | CH    | FI    |
| ------------------- | ----- | ----- | ----- | ----- |
| Nummer-eins-Alben   | DE2DE | AT—AT | CH1CH | FI—FI |
| Top-10-Alben        | DE6DE | AT5AT | CH5CH | FI6FI |
| Alben in den Charts | DE8DE | AT9AT | CH8CH | FI7FI |

|                       | DE     | AT     | CH     | FI    |
| --------------------- | ------ | ------ | ------ | ----- |
| Nummer-eins-Singles   | DE—DE  | AT—AT  | CH—CH  | FI—FI |
| Top-10-Singles        | DE3DE  | AT3AT  | CH2CH  | FI3FI |
| Singles in den Charts | DE15DE | AT11AT | CH11CH | FI7FI |

### Auszeichnungen für Musikverkäufe
| Silberne Schallplatte - Europa (Impala) - 2007: für das Album On the Way to Wonderland Goldene Schallplatte - Griechenland - 2009: für das Album On the Way to Wonderland - Schweden - 2007: für die Single Fairytale Gone Bad | 2× Platin-Schallplatte - Schweden - 2012: für die Single Hollywood Hills |

Anmerkung: Auszeichnungen in Ländern aus den Charttabellen bzw. Chartboxen sind in ebendiesen zu finden.
| Land/RegionAuszeichnungen für Musikverkäufe (Land/Region, Auszeichnungen, Verkäufe, Quellen) | Silber  | Gold       | Platin       | Verkäufe  | Quellen              |
| -------------------------------------------------------------------------------------------- | ------- | ---------- | ------------ | --------- | -------------------- |
| Deutschland (BVMI)                                                                           | —       | 7× Gold7   | 7× Platin7   | 2.425.000 | musikindustrie.de    |
| Europa (Impala)                                                                              | Silber1 | —          | —            | (20.000)  | Einzelnachweise      |
| Finnland (IFPI)                                                                              | —       | 2× Gold2   | 2× Platin2   | 76.766    | ifpi.fi              |
| Griechenland (IFPI)                                                                          | —       | Gold1      | —            | 5.000     | Einzelnachweise      |
| Österreich (IFPI)                                                                            | —       | 3× Gold3   | 2× Platin2   | 82.500    | ifpi.at              |
| Schweden (IFPI)                                                                              | —       | Gold1      | 2× Platin2   | 90.000    | sverigetopplistan.se |
| Schweiz (IFPI)                                                                               | —       | 7× Gold7   | Platin1      | 115.000   | hitparade.ch         |
| Insgesamt                                                                                    | Silber1 | 21× Gold21 | 14× Platin14 |           |                      |